# Liuhu, Jianxi
Liuhu är en sockenhuvudort i Kina. Den ligger i provinsen Jiangxi, i den sydöstra delen av landet, omkring 28 kilometer sydväst om provinshuvudstaden Nanchang. Antalet invånare är 31 750. Befolkningen består av 14 944 kvinnor och 16 806 män. Barn under 15 år utgör 29,0 %, vuxna 15-64 år 63 %, och äldre över 65 år 7,0 %.
Runt Liuhu är det tätbefolkat, med 369 invånare per kvadratkilometer. Närmaste större samhälle är Shigang, 9,9 km väster om Liuhu. Trakten runt Liuhu består till största delen av jordbruksmark.
Genomsnittlig årsnederbörd är 2 190 millimeter. Den regnigaste månaden är juni, med i genomsnitt 367 mm nederbörd, och den torraste är oktober, med 28 mm nederbörd.